# Pseudolasius circularis
Pseudolasius circularis é uma espécie de formiga do gênero Pseudolasius, pertencente à subfamília Formicinae.